# Biserica Adormirea Maicii Domnului din Dej
Biserica Adormirea Maicii Domnului din Dej, edificiu situat pe actuala stradă Regina Maria, nr. 4, este un lăcaș de cult consacrat în anul 1895 de episcopul Ioan Sabo al Episcopiei de Gherla.
Biserica a fost construită în stil baroc. 
În anul 1948, după interzicerea Bisericii Române Unite cu Roma, lăcașul a fost trecut de autoritățile comuniste în folosința Bisericii Ortodoxe Române. 
Procesul de restituire a bisericii a fost inițiat după Revoluția din 1989 de protopopul Alexandru Nicula. După zece ani de procese, prin sentința civilă nr. 1038 din 21 mai 2002, Judecătoria Dej a admis acțiunea în revendicare a bisericii și casei parohiale. Sentința a fost confirmată de Tribunalul Cluj prin decizia nr. 931 din 16 septembrie 2003, după care a fost schimbată în anul 2007 de Curtea de Apel Cluj, în sensul restituirii doar a casei parohiale. După un nou ciclu procesual, început la Tribunalul Cluj, continuat la Curtea de Apel Cluj și la Înalta Curte de Casație și Justiție din București, retrimis apoi la Curtea de Apel Cluj, instanțele au decis să nu restituie nici fosta casă parohială către Protopopiatul Unit, pe motiv că imobilul nu se află în folosința statului, fiind astfel exceptat de la restituire. Parohia Ortodoxă Română Dej III înstrăinase casa respectivă printr-un contract de vânzare-cumpărare în data de 11 septembrie 2000.